# 鶴岡伸寿
鶴岡 伸寿（つるおか のぶひさ、1970年 - ）は、日本の漫画家。男性。東京都出身。

## 略歴
- 1988年、第36回2月期ホップ☆ステップ賞にて「THE FIGHT－戦い－」が入選。『週刊少年ジャンプ増刊』1988 Summer Specialに掲載されデビュー。
- 1990年、『週刊少年ジャンプ』41号よりアイスホッケーを題材とした漫画作品『METAL FINISH』（原作：宮崎まさる）の連載を開始するが人気を得ることは出来ず14話で打ち切りとなる。
- 以後、数度の短期連載、読切を掲載し漫画家として活動。

## 作品

### 漫画

#### 連載
- METAL FINISH（原作：宮崎まさる『週刊少年ジャンプ』1990年41号 - 1991年1・2合併号、全2巻）
- 日本経済沈没2004（原作：田埜哲文、『MANGAオールマン』2002年3号 - 同年15号、全1巻）
- 平成介護事情 ホーム（原作：飛鳥京介、『週刊漫画TIMES』2004年12月3日号 - 2005年1月28日号、全1巻）
- 出張ホスト物語 夜顔（原作：一條和樹、『週刊漫画TIMES』2006年ごろ、全1巻）
- 無双大戦（原作：末田雄一郎、『近代麻雀オリジナル』2013年ごろ、全1巻）
- EDEN -エデン-（原作：川津流一、『アルファポリス』2014年5月 - 2016年4月、全3巻）
- 狂った母性 ママ友たちの完全犯罪（原作：井川楊枝、『めちゃコミックfufu』2018年ごろ、電子書籍）
- 妖刀に魅入られしスケルトン 〜迷宮を支配し、無敵の軍勢を率いる《最強》の剣魔王〜（原作：銀翼のぞみ、『ヤングアニマルZERO』2021年10月1日号[2] - 、既刊7巻）

#### 読切・短編
- THE FIGHT -戦い-（『週刊少年ジャンプ増刊』1988 Summer Special）
- NO MERCY -容赦しねえぜ!-（『週刊少年ジャンプ増刊』1989 SpringSpecial）
- BEAT SWEET!（『週刊少年ジャンプ』1989年30号）
- LIKE A CHILD（『週刊少年ジャンプ』1989年38号）
- RUDE BOY（『週刊少年ジャンプ増刊』1990 Winter Special）
- PUMP（『METAL FINISH』第2巻収録の描き下ろし読切、1990年）
- ラストアクションヒーロー（『週刊少年ジャンプ』1993年34号）
- 士魂 鉄忠左衛門の最後（『週刊少年ジャンプ』1995年18号、同年19号）
- TOYS（『赤マルジャンプ』1997 SPRING）
- ゆうしゃのカルテ（原作：寺島優、『ビジネスジャンプ増刊BJ魂』2003年No.13、『ビジネスジャンプ』2004年3号）
- 殺させ屋（原作：大崎和仁、『別冊週刊漫画TIMES』2004年2月号）
- そして粛清の扉を（原作：黒田洋、『増刊コミックバンチ』北斗の拳トリビュート号、2006年、第1部）
- そして粛清の扉を（原作：黒田洋、『増刊コミックバンチ』蒼天の拳トリビュート号、2006年、第2部）
- 兼続、死の床の忠義（『戦国武将 漢の死にざま』、2009年、徳間書店）
- 夢路はかなき信長の妹〜乱世に咲いたおんな修羅道〜（『戦国激女100人伝 乱世を駆け抜けたすごい美女がいた』、2009年、徳間書店）
- 円 -まどか-（『近代麻雀』2009年12月15日号）
- ギャンブラーズ・ハイ（原作：朽葉狂介、『近代麻雀』2011年10月15日号）

#### その他
- 官僚たちの夏劇画版SP予告編（TBSテレビ「官僚たちの夏」WEBサイト[1]、2009年6月30日 - 同年9月18日）※原作:城山三郎、脚本：橋本裕志

### イラスト
- 黄龍の耳（小説第2巻、著者:大沢在昌、1994年、集英社）
- ベイスボール★キッズ（小説、著者：清水てつき、1999年、集英社）

## 師匠
- 森田まさのり[3]